# Clemente Ricardo Vega García
Gerardo Clemente Ricardo Vega García (Puebla de Zaragoza, Puebla; 28 de marzo de 1940-Mérida, Yucatán, 22 de junio de 2022) fue un militar mexicano. Fue secretario de la Defensa Nacional durante el sexenio del presidente Vicente Fox entre 2000 y 2006.

## Biografía
Nació el 28 de marzo de 1940 en Puebla de Zaragoza. Ingresó al Ejército Mexicano en enero de 1957. El 1 de enero de 1960 se graduó como subteniente de infantería egresado del Heroico Colegio Militar. Además, obtuvo la licenciatura en Administración Militar por la Escuela Superior de Guerra y la maestría en Administración Militar por el Colegio de Defensa Nacional.
Algunos de los cargos que ocupó en el ejército mexicano fueron los siguientes: agregado militar en la URSS, comandante de los batallones de infantería 11o y 17o, subdirector y director del Colegio de la Defensa Nacional, comandante de las Zonas Militares 34a y 5a, director general de Educación Militar y Rector de la Universidad del Ejército y Fuerza Aérea y Comandante de la I Región Militar.
El 1 de diciembre de 2000 el presidente Vicente Fox lo designó secretario de la Defensa Nacional, mandato que concluyó el 30 de noviembre de 2006. Su noción de Seguridad Nacional se definió por: «[…] Seguridad nacional es la condición de pensamiento y acción de Estado, por la cual una sociedad organizada, en el entorno del derecho, obtiene y preserva sus objetivos nacionales».
Durante su encargo como secretario, advirtió públicamente que aplicaría la «disciplina militar» a los militares que aseguraban que el desafuero contra Andrés Manuel López Obrador promovía la división entre las Fuerzas Armadas.
Se dio a conocer en julio de 2017 que sufría de Alzheimer.
Falleció el 22 de junio de 2022, en la ciudad de Mérida, Yucatán.